# Огромная комната
«Огромная комната» (англ. The Enormous Room) — автобиографический роман 1922 года поэта и писателя Эдварда Каммингса о его временном заключении во Франции во время Первой мировой войны.

## Предыстория романа
Каммингс работал водителем машины скорой помощи во время войны. В конце августа 1917 года его друг и коллега Уильям Слейтер Браун (называемый в книге Б.) был арестован французскими властями в результате антивоенных настроений, выраженных Б. в некоторых письмах. На допросе Каммингс поддержал своего друга и тоже был арестован.
Когда Каммингс находился под арестом в Ла-Ферте-Масе, его отец получил ошибочное письмо о том, что его сын пропал без вести в море. Позднее телеграмма была аннулирована, но последующее отсутствие информации о местонахождении сына оставило Каммингса-старшего в смятении. 
Между тем Каммингсу и Б. не повезло: их доставили в Ла-Ферте всего через пять дней после того, как уехали местные комиссары, отвечающие за рассмотрение дел для суда и помилования, и возвращение комиссаров ожидалось не раньше ноября. Когда они, наконец, прибыли, то разрешили освободить из-под ареста Каммингса как официального «подозреваемого» и поместить под надзор в отдаленной коммуне Олорон-Сент-Мари. Б. было приказано перевести в тюрьму в Пресинье. Перед отъездом Каммингс был безоговорочно освобожден из Ла-Ферте в связи с дипломатическим вмешательством США. Он прибыл в Нью-Йорк 1 января 1918 года.

## Критика
Ф. Скотт Фицджеральд похвалил книгу, сказав: «Из всех работ молодых людей, возникших с 1920 года, сохранилась одна книга — Огромная комната Э. Каммингса… Одного из тех немногих, кто заставляет книги жить и не может смириться с мыслью об их смертности».